# Frauke Gloyer
Frauke Gloyer (* 1961 in Flensburg) ist eine deutsche zeitgenössische Malerin. Sie zählt zu den Norddeutschen Realisten.

## Leben
Sie wuchs mit ihren Geschwistern in Flensburg auf, verbrachte mit der Familie aber viel Zeit in Westerhever. Die Kinder wurden durch die Mutter früh künstlerisch gefördert, besuchten Museen, Ausstellungen und lernten viele Maler persönlich kennen. Bereits in ihrer Kindheit wurde Frauke Gloyer von Bildern der schleswig-holsteinischen Freilichtmaler um 1900 geprägt. Lutz Theen förderte ihr Interesse an der Malerei. Nach dem Abitur 1980 am Alten Gymnasium Flensburg studierte sie von 1980 bis 1985 Kunst und Freie Malerei an der Hochschule für Bildende Künste Braunschweig bei Lienhard von Monkiewitsch und Roland Dörfler. Während des Studiums entstanden erste Kontakte zu Nikolaus Störtenbecker.
In den frühen 1980er Jahren lernte sie Berend Harke Feddersen kennen und ließ sich in Nordfriesland nieder. Zusammen mit ihm bearbeitete sie 1984 das Schleswig-Holsteinische Künstler-Lexikon sowie 1985 die Schleswig-Holsteinischen Porträt-Miniaturen. Seit 1986 lebt Frauke Gloyer als freie Malerin in einer historischen Fachwerkkate im nordfriesischen Galmsbüll. Ihr Atelier in Niebüll verlegte sie 2008 in ihr Haus in Galmsbüll. Seit 1994 gehört Frauke Gloyer zur Gruppe der Norddeutschen Realisten, mit der sie 2013 den Kunstpreis der Schleswig-Holsteinischen Wirtschaft erhielt. Werke von ihr sind in zahlreichen Museen vertreten.

## Künstlerisches Schaffen
Frauke Gloyer malt meist im Freien, direkt vor ihrem Bildmotiv mit Ölfarben auf Leinwand oder Hartfaserplatten. Ihre Werke sind gekennzeichnet durch „verhaltene Farbigkeit und sanfte Pinselführung“. „... fest verwurzelt mit ihrer nordfriesischen Umgebung, die ihr gleichermaßen ein familiäres wie künstlerisches Zuhause bedeutet und bevorzugter Malanlass ist“, zählen daher zu ihren bevorzugten Motiven die Landschaft Nordfrieslands, Stillleben, Porträts und Tierdarstellungen, aber auch aus der Nähe betrachtete Ansichten, wie Details der alten Baukultur oder Objekte des täglichen Lebens. „Sie alle bestechen durch die vermeintliche Einfachheit des dargestellten Motivs.“ Ihre meist menschenleeren Meeres- und Küstenbilder vermitteln einen überzeugenden „Eindruck von Natur, indem sie diesen auf der Grundlage eines besonderen Blicks, damit einhergehender kompositorischer Ausschnitthaftigkeit und einer eigenwertig gesetzten, offen gehaltenen Farbstruktur mit einem weit darüber hinausreichenden, meditativ begründeten künstlerischen Anspruch verbinden“.

## Ausstellungen (Auswahl)
- 2022: Begegnung und Dialog. Friesenmuseum, Wyk auf Föhr (mit Kirsten Holm)[1]
- 2022: Das Meer und der Norden. Kunsthaus Rietberg – Museum Wilfried Koch (mit Friedel Anderson, Hans-Joachim Billib, Klaus Fußmann)[9]
- 2021: Kunst Schaffen 2021. Robbe & Berking Yachting Heritage Centre, Flensburg
- 2021: Frauke Gloyer. Malerei. Alle Tage. Ostholstein-Museum Eutin[6] und Nordfriesland Museum. Nissenhaus Husum (EA) Retrospektive[5]
- 2019: Beteiligung am Læsø Kunstfestival
- 2019: Wolkenhimmel. Rathaus Galerie Rellingen (EA)
- 2019: Beteiligung der Norddeutschen Realisten an der NordArt 2019, Kunstwerk Carlshütte, Büdelsdorf
- 2018: Wolken und Meer. Torhaus Kunstverein Elmshorn (EA)
- 2017: Besuch bei Nachbarn. Norddeutsche Realisten in Kolding, Drostei Pinneberg und Kunstverein Elmshorn
- 2014: Frauke Gloyer – Malerin der Westküste. Probstei Museum Schönberg, Schönberg (EA)[8]
- 2014: Spurensuche  auf der „Paradies-Insel“. Senator-Thomsen-Haus (Ernst Ludwig Kirchner Verein), Burg auf Fehmarn (EA)[10]
- 2013: Realismus in Norddeutschland. Eine Zwischenbilanz. Stiftung Schleswig-Holsteinische Landesmuseen, Schloss Gottorf, Schleswig (mit 18 Künstlern)[11]
- 2010: Föhr – eine malerische Erkundung. Friesenmuseum, Wyk auf Föhr (EA)
- 2009: Museum Eckernförde, Eckernförde (mit Till Warwas)
- 2007: Burg Kniphausen, Wilhelmshaven (EA)
- 2007: Nordfriesland Museum. Nissenhaus Husum (EA)
- 2007: Museen im Kulturzentrum Arsenal, Rendsburg (EA)
- 2007: Künstlermuseum Heikendorf, Kiel (EA)
- 2004: 15 Jahre Norddeutsche Realisten. Kunsthalle Gießen
- 2002: Tierleben. Nordfriesland Museum. Nissenhaus Husum (EA)
- 2002: 13 Norddeutsche Realisten. Drostei Pinneberg
- 2002: Museen im Kulturzentrum Arsenal, Rendsburg (EA)
- 1999: Friesenmuseum, Wyk auf Föhr (EA)
- 1997: Kinderkram. Nordfriesland Museum. Nissenhaus Husum (EA)
- 1994: Kreismuseum Prinzeßhof, Itzehoe (EA)
- 1994: Akademiezentrum Sankelmark, Flensburg (EA)
- 1994: Künstler sehen Unewatt. Landschaftsmuseum Angeln, Unewatt
- 1992: Nordfriesland Museum. Nissenhaus Husum (EA)

## Veröffentlichungen (Auswahl)
- Kalender der Stiftung Schutzstation Wattenmeer, Bilder von Frauke Gloyer und Ulf Petermann, Husum 2016
- Ein friesisches Kochbuch vom Mühlendeich, Hrsg.: Hans-Heinrich Lüth, pictus verlag, Husum 2013
- Realismus in Norddeutschland: Eine Zwischenbilanz. Ausstellungskatalog Schleswig-Holsteinische Landesmuseen, Schloß Gottorf, Schleswig, Hrsg.: Thomas Gädeke, Deutscher Kunstverlag, Berlin/München, 2013, ISBN 978-3-422-07205-3
- Frauke Gloyer: Föhr – eine malerische Erkundung. Schriften des Nordfriesischen Museums Nissenhaus Husum, Hrsg.: Jutta Kollbaum-Weber, Husum Druck, Husum 2010
- Die Norddeutschen Realisten – Hommage an Theodor Storm. Hrsg.: Kulturstiftung Kreis Rendsburg-Eckernförde, Rendsburg 2008, Sonderedition: ars borealis 01
- Frauke Gloyer: Nordfriesland – ein Zuhause. Schriften des Nordfriesischen Museums Nissenhaus Husum, Hrsg.: Astrid Fick, Husum Druck, Husum 2007
- Anne Markus: Die Norddeutschen Realisten unter bes. Berücksichtigung der Malerin Frauke Gloyer. Examensarbeit, Universität Greifswald 2003
- Frauke Gloyer: Tierleben. Schriften des Nordfriesischen Museums Nissenhaus Husum, Hrsg.: Klaus Lengsfeld, Husum Druck, Husum 2002
- Frauke Gloyer: Kinderkram. Schriften des Nordfriesischen Museums Nissenhaus Husum, Hrsg.: Klaus Lengsfeld, Husum Druck, Husum 1997
- Künstler in Unewatt. Ausstellungskatalog. Kataloge der Museen Schleswig-Holstein 16, Hrsg.: Kulturstiftung des Kreises Schleswig-Flensburg, 1994
- Frauke Gloyer: Jahreszeiten. Ausstellung Kreismuseum Prinzeßhof Itzehoe, Hrsg.: Gerhard Röper, Husum Druck, Husum 1994
- Die Malerin Frauke Gloyer. Schriften des Nordfriesischen Museums Nissenhaus Husum. (Hrsg.: Klaus Lengsfeld), Husum Druck, Husum 1992